# Isola di Stea
L'isola di Stea è un'isola dell'Italia, in Sardegna.